# کلنی پرنده

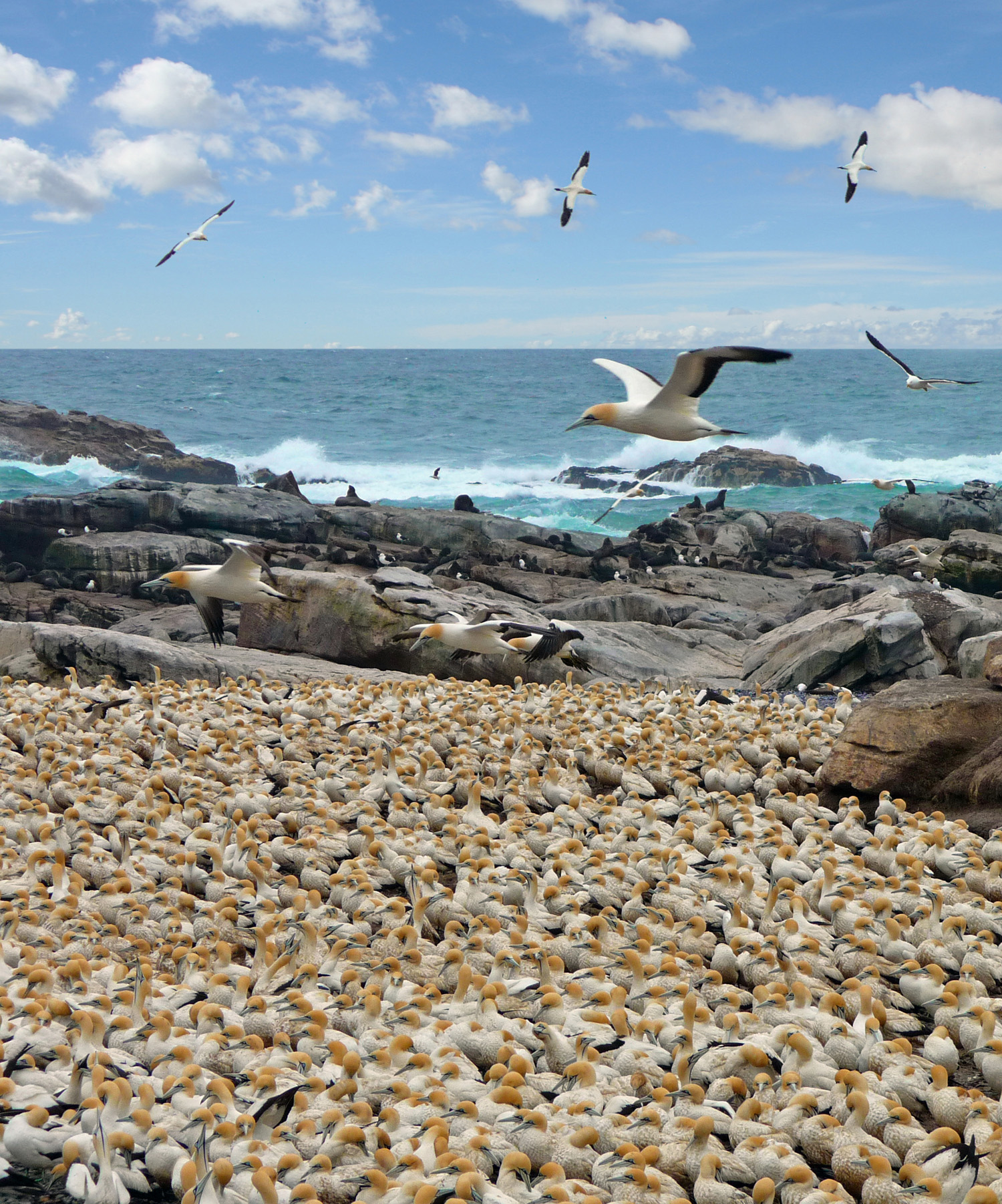
ذخیره‌گاه طبیعی جزیره پرندگان در خلیج لامبرت، کیپ غربی، آفریقای جنوبی

کلنی پرنده (به انگلیسی: bird colony)، اجتماع بزرگی از افراد یک یا چند گونه پرنده که در نزدیکی یک مکان خاص آشیانه می‌سازند یا در نزدیکی خانه می‌خوابند. بسیاری از انواع پرندگان در گروه‌هایی با اندازه‌های مختلف جمع می‌شوند. به گروه پرندگان آشیانه‌ساز، کلنی زادآوری می‌گویند. پرندگان آشیانه‌ساز کلنی شامل پرندگان دریایی مانند ماهی‌گیرک و آلباتروس؛ گونه‌های تالابی مانند حواصیل، و چند گنشک‌سان مانند مرغ جولا و سیاه‌پرگان معین و چندین پرستو هستند. به گروهی از پرندگان که برای استراحت دور هم جمع می‌شوند، استراحتگاه مشترک می‌گویند. شواهدی از آشیانه‌سازی کلنی در پرندگان غیرنئورنیتین (ناهمسان‌مرغان)، در رسوبات کرتاسه پسین (ماستریختین) رومانی یافت شده است.

## نگارخانه
کلنی‌های پرندگان دریایی می‌توانند عمدتاً یک گونه یا ترکیبی از گونه‌ها باشند:

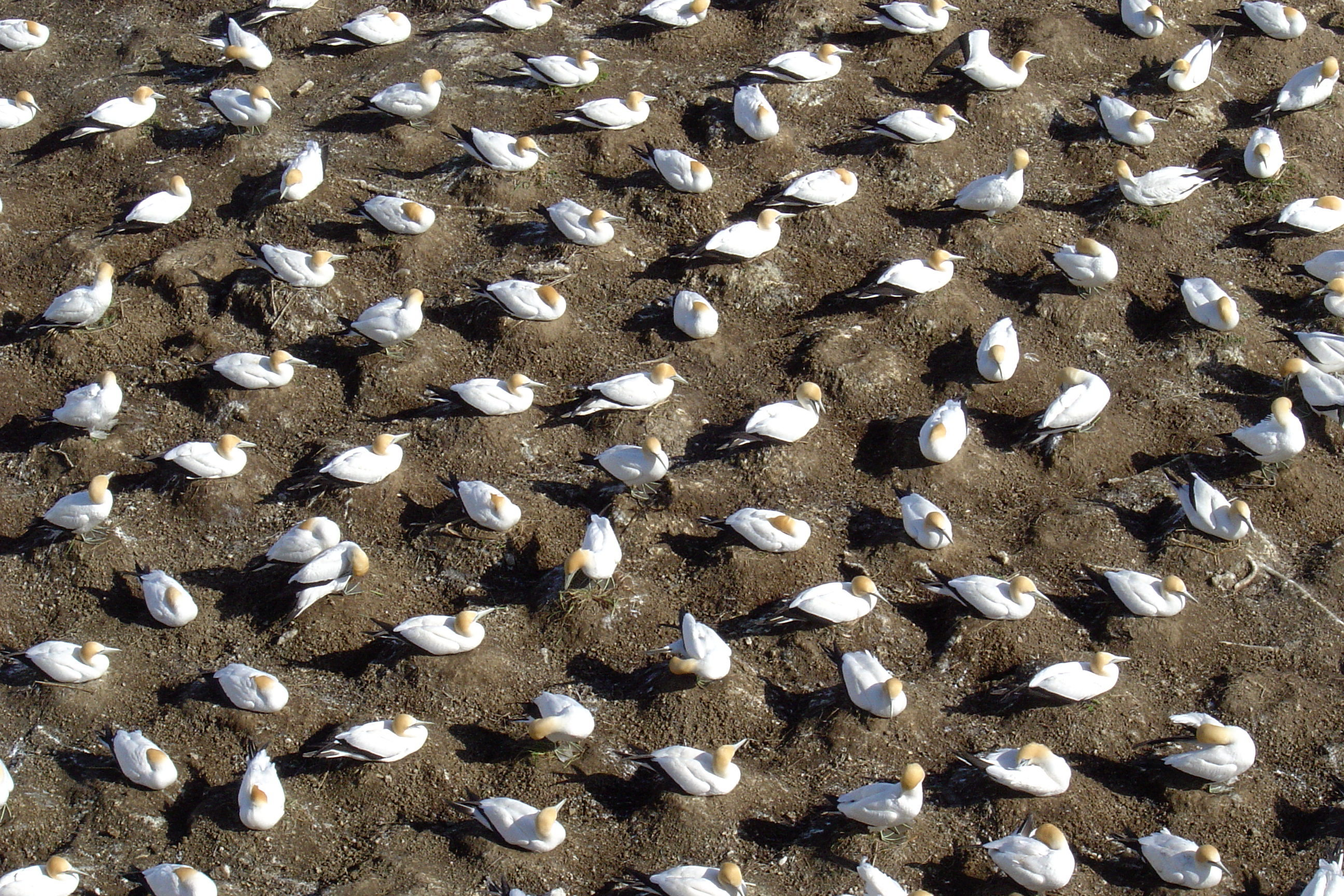
آشیانه‌سازی سفیدغاز استرالزی در کلنی موریوای در نیوزیلند
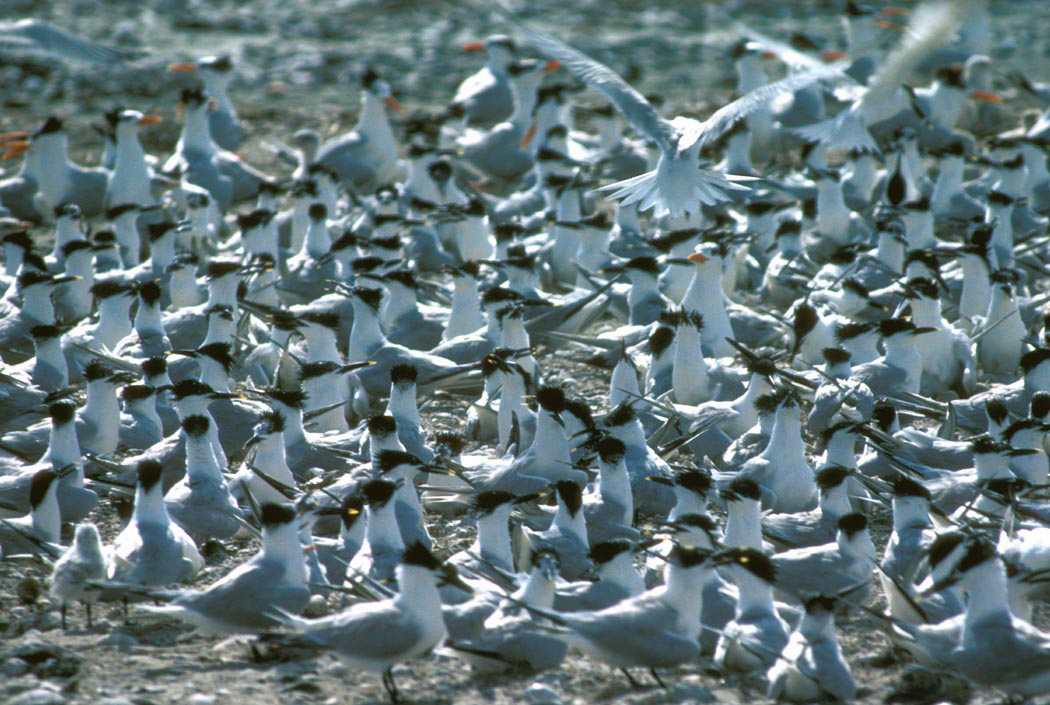
یک کلنی انبوه از پرستودریایی تک‌زرد (Sterna sandvicensis)
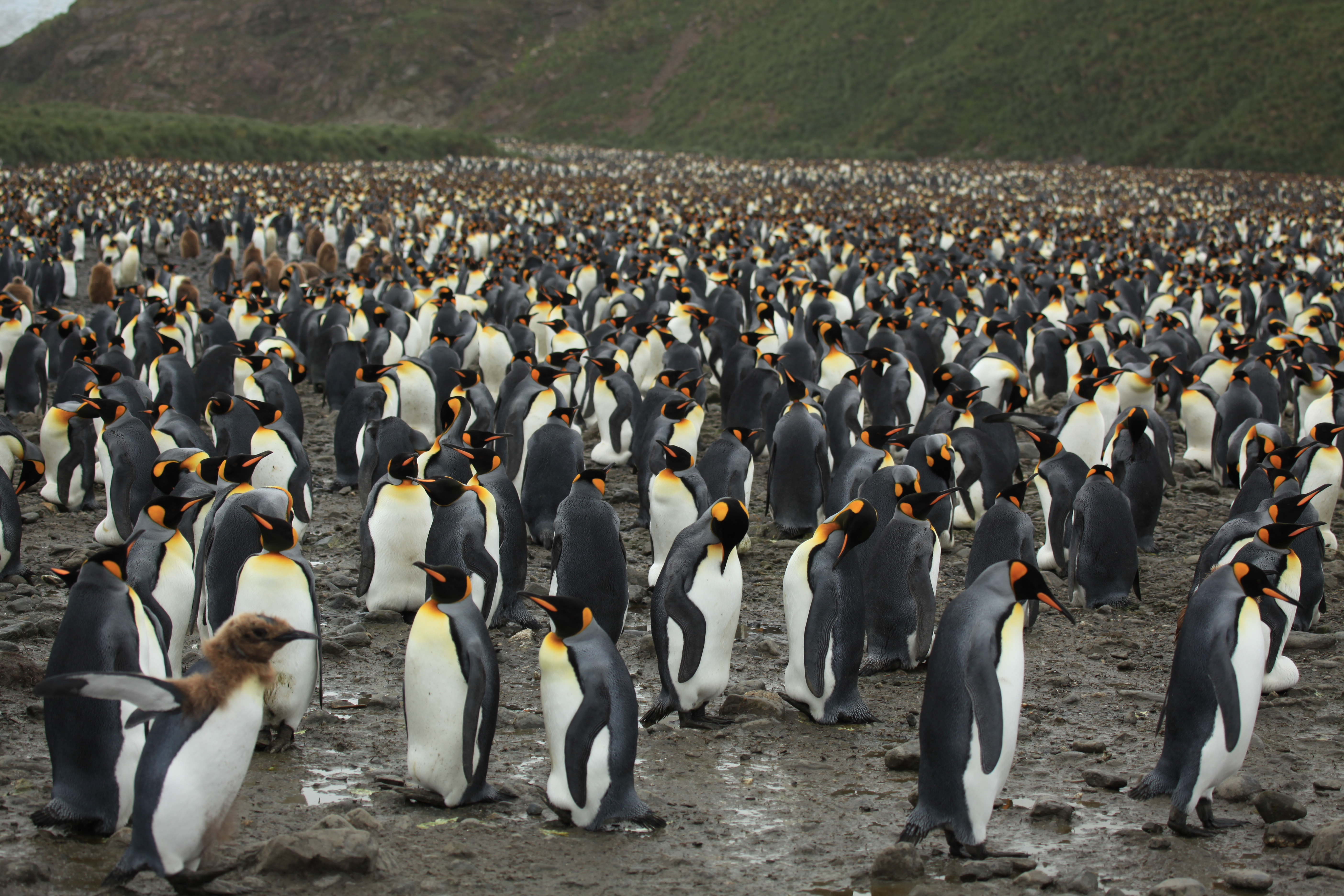
کلنی متشکل از ۲۰۰۰۰۰ شاه‌پنگوئن در جورجیای جنوبی
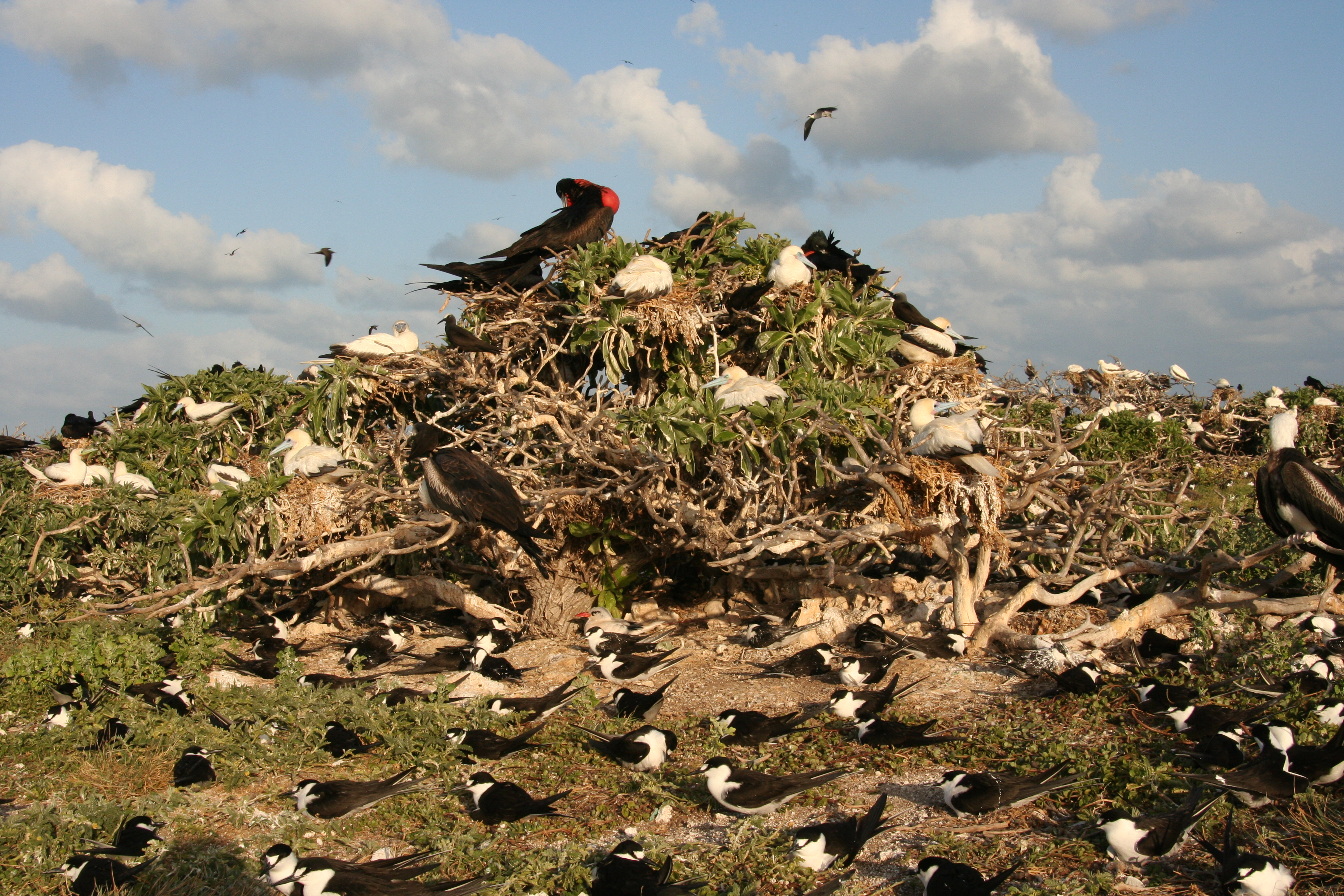
کلنی پرندگان دریایی با سینه‌بادکنک بزرگ، پرنده استوایی نوک‌سرخ دم‌سرخ، بوبی پاسرخ، پرستودریایی پشت‌سیاه و پرستواقیانوسی سیاه. جزیره ترن، شالوهای فریگیت فرانسوی، جزایر شمال غربی هاوایی

آشیانه‌سازی در کلنی می‌تواند آنقدر نزدیک باشد که چندین لانه در هم تنیده شوند:

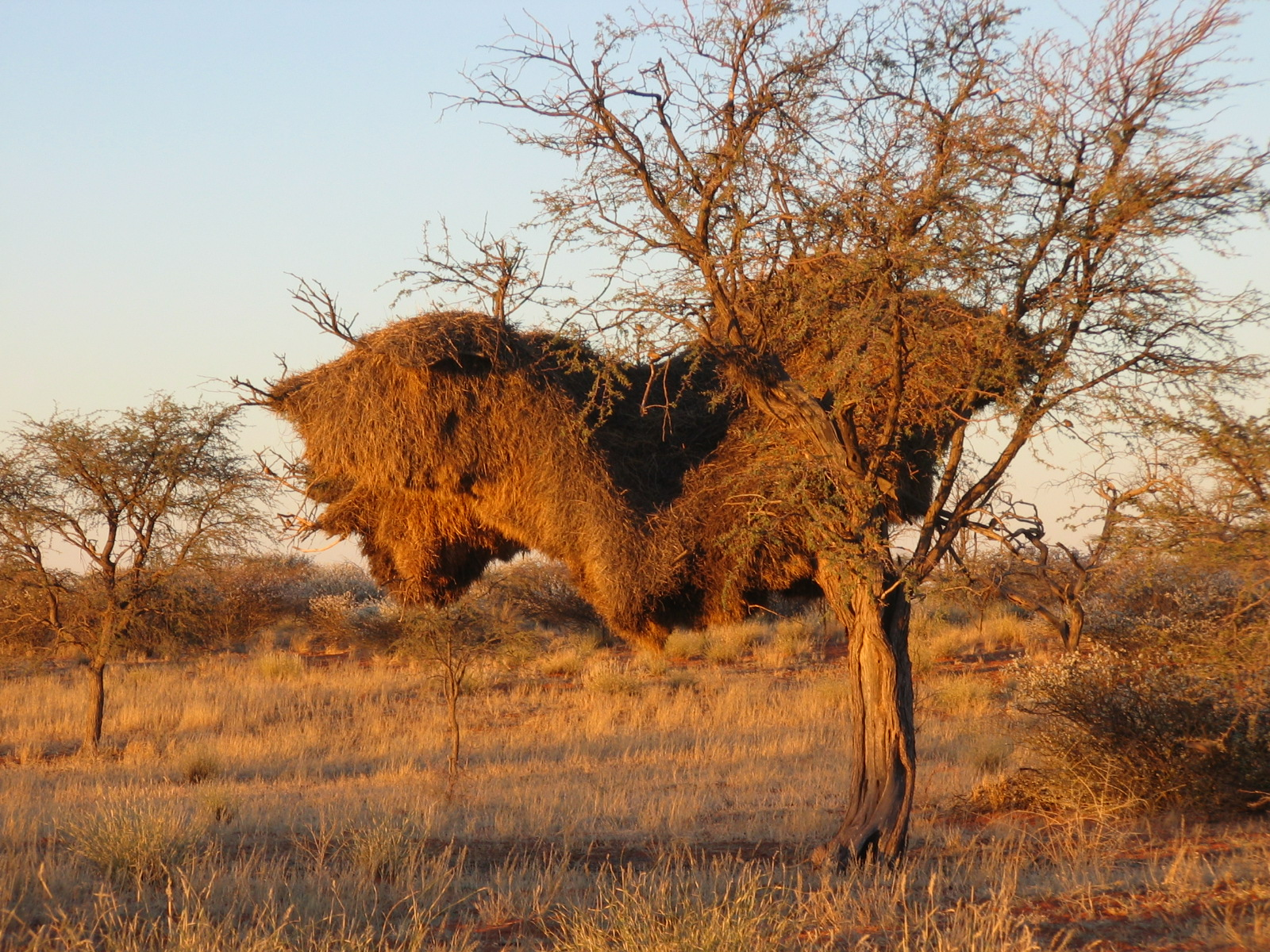
آشیانه‌های جولای اجتماعی در نامیبیا
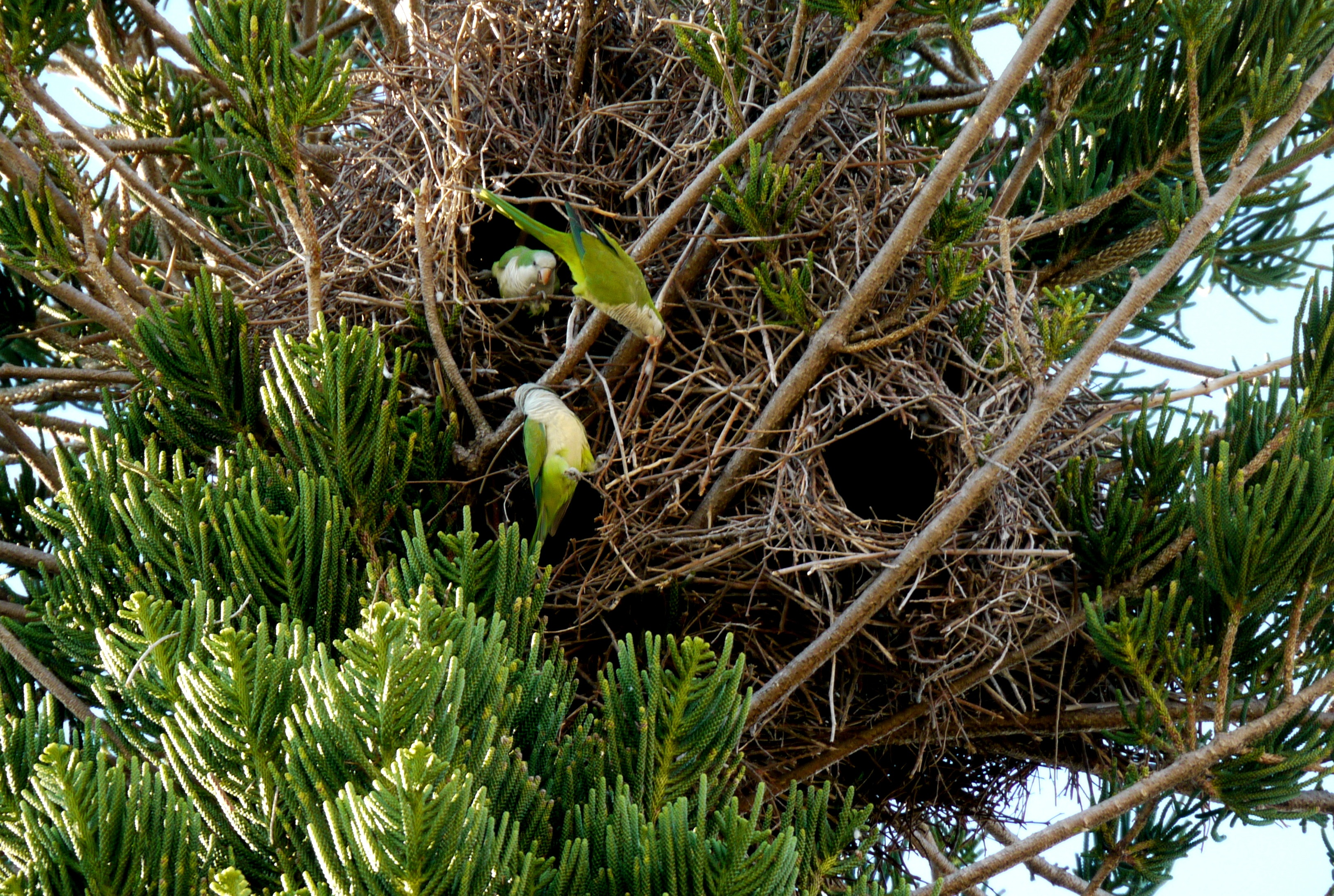
کلنی آشیانه طوطی راهب

شکل دیگر این است که آشیانه‌های جداگانه در گروه نزدیک هم باشد:

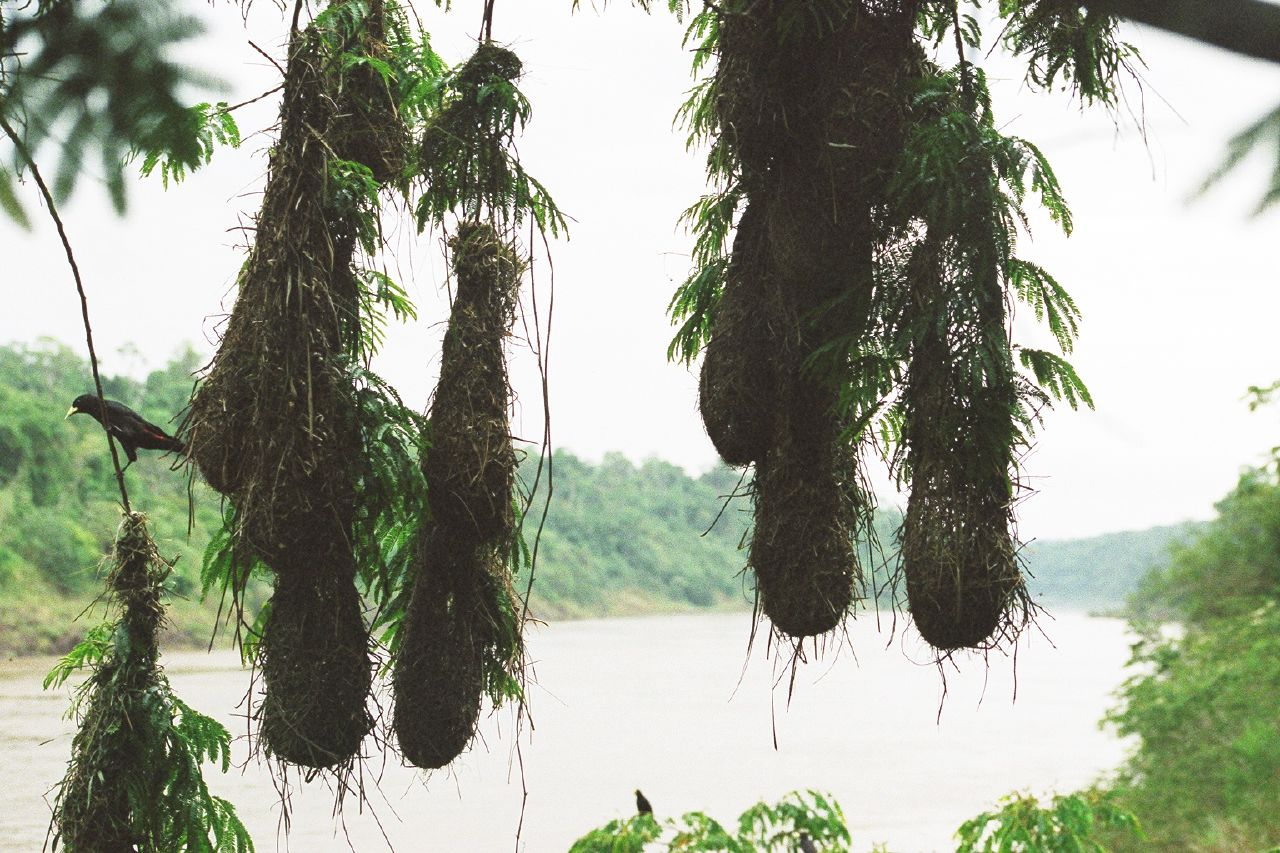
کلنی اشیانه کاسیکوی دمگاه‌سرخ کنار رودخانه.
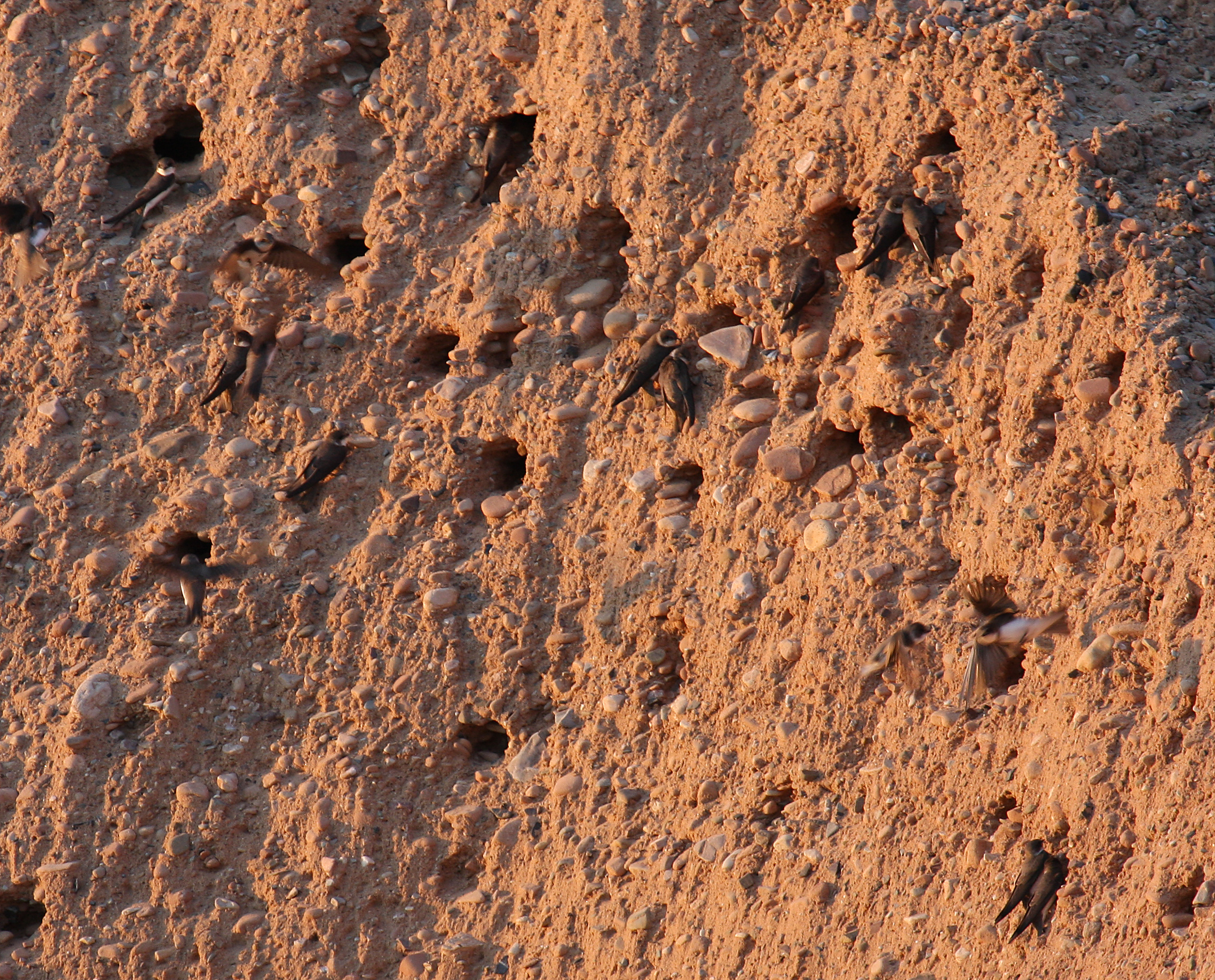
سوراخ‌های لانه چلچله رودخانه‌ای
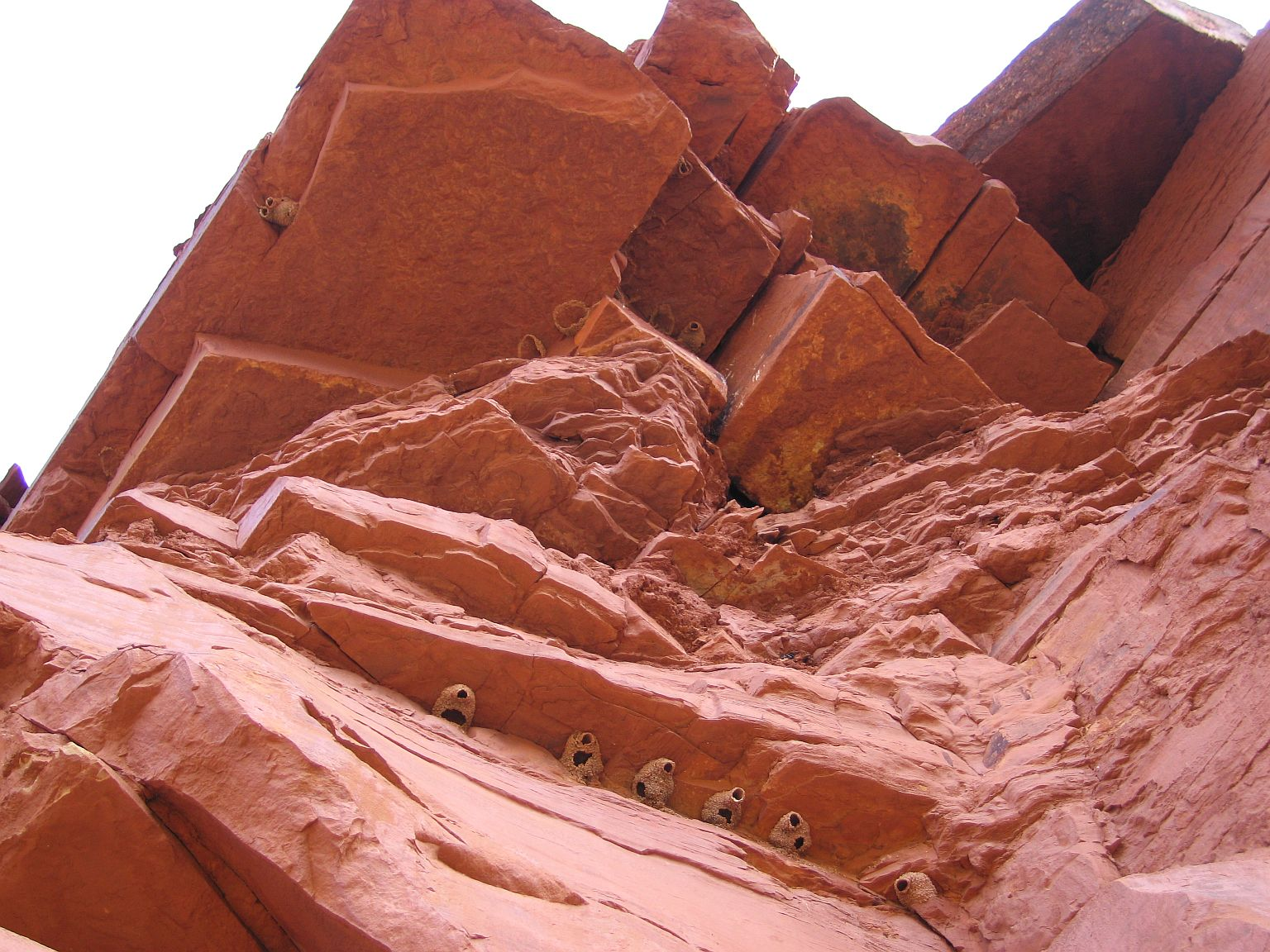
لانه پرستوی صخره آمریکایی در یوتا، ایالات متحده آمریکا
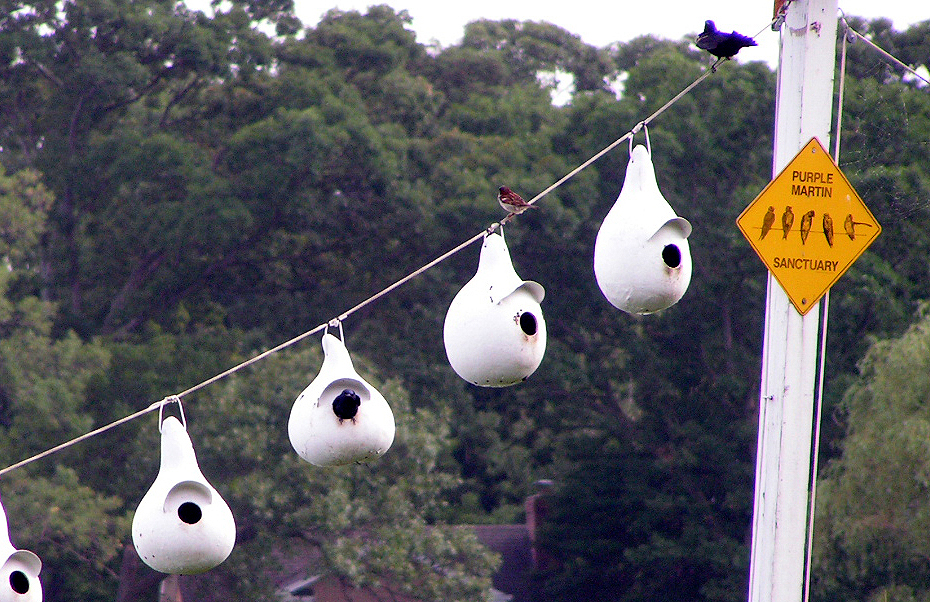
کدوهای مصنوعی فراهم‌شده برای چلچله ارغوانی، ایالات متحده آمریکا

کلنی حواصیل‌ها و کلاغ سیاه اغلب در بالای درختان قرار دارد:

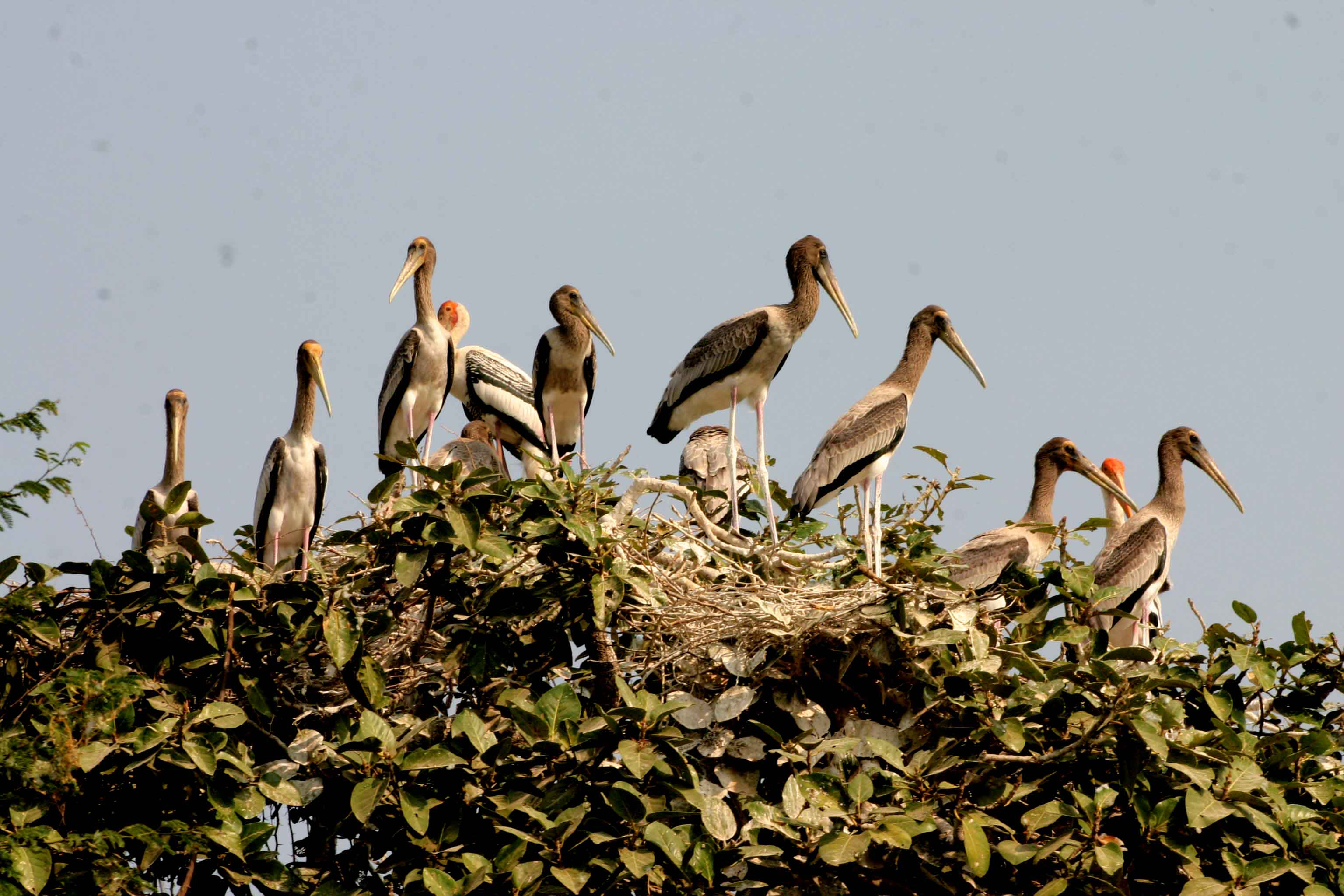
حواصیل لک‌لک رنگین در گجرات، هند
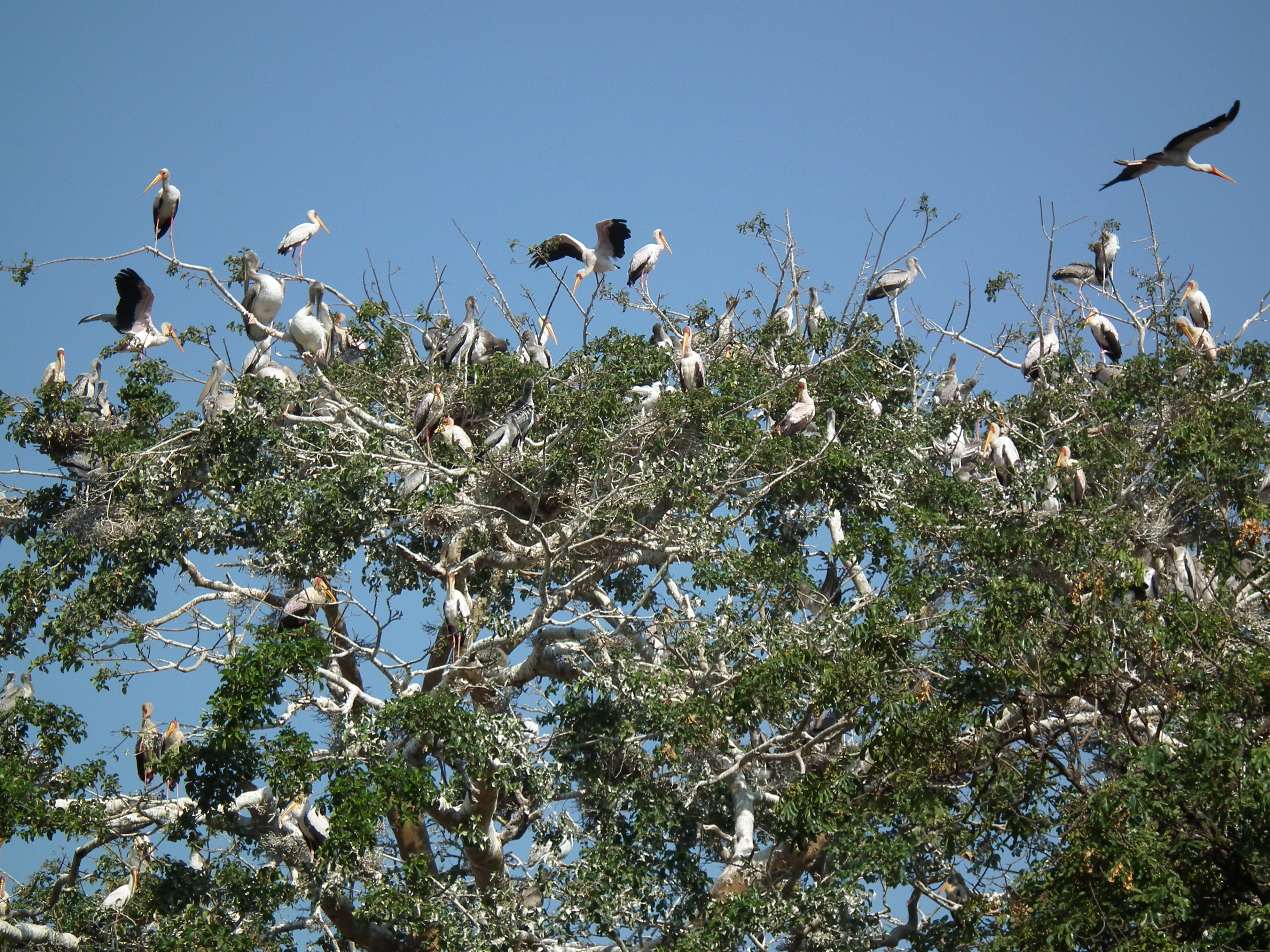
لک‌لک نوک‌زرد در تانزانیا
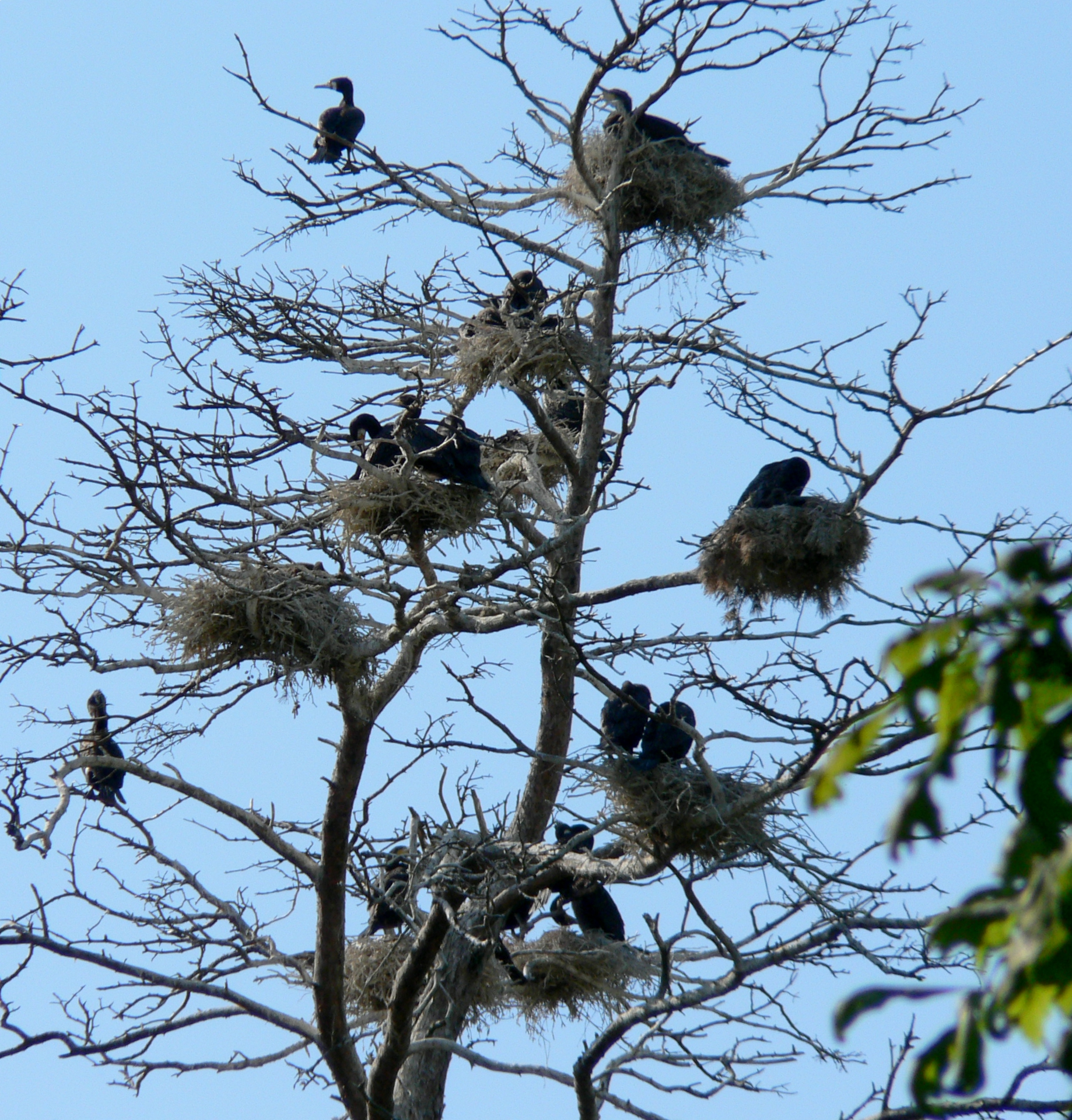
باکلان بزرگ در لیتوانی
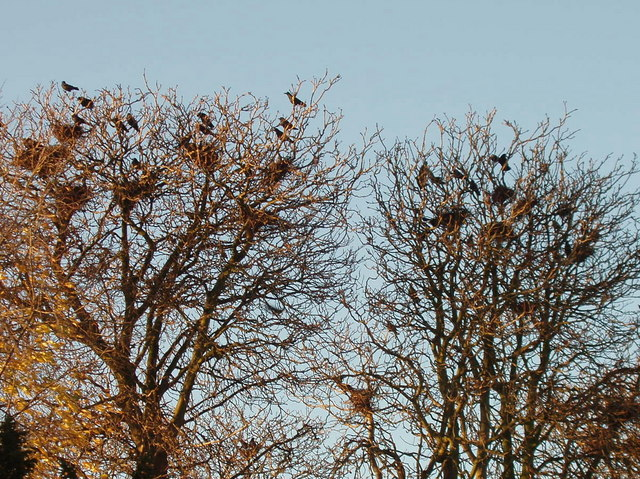
کلنی کلاغ در کمبریج‌شایر، بریتانیای کبیر